# Ныммеметса
Ны́ммеметса (эст. Nõmmemetsa) — деревня в волости Рапла уезда Рапламаа, Эстония. 
До административной реформы местных самоуправлений Эстонии 2017 года входила в состав волости Райккюла.

## География и описание
Расположена в 50 км к югу от Таллина и в 11 км к юго-западу от волостного и уездного центра — города Рапла. Высота над уровнем моря — 59 метров.
Официальный язык — эстонский. Почтовый индекс — 78420.

## Население
По данным переписи населения 2021 года, в деревне проживали 32 человека, все — эстонцы.
Численность населения деревни Ныммеметса по данным переписей населения:
| Год  | 1959 | 1970 | 1979 | 1989 | 2000 | 2011 | 2021 |
| ---- | ---- | ---- | ---- | ---- | ---- | ---- | ---- |
| Чел. | 49   | ↘ 33 | ↗ 81 | ↘ 60 | ↘ 44 | ↘ 34 | ↘ 32 |

## История
еревня, вероятно, получила своё название по корчме Номме, упомянутой в 1844 году (Nomme). Деревня обозначена ещё на картах XVII века как Like Mettz Byy. Она возникла заново к концу XIX века. В 1977 году, в период кампании по укрупнению деревень, с Ныммеметса была объединена расположенная севернее деревня Пилпакюла (эст. Pilpaküla).
В 1977–1997 годах в состав Ныммеметса входила деревня Ныммкюла.

### Комментарии
1. ↑  Эстонские топонимы, оканчивающиеся на -а, не склоняются (исключение — Нарва)